# Juan Echanove
Juan Echanove Labanda (Madrid, 1º aprile 1961) è un attore spagnolo.

## Origini e inizi a teatro
Dopo aver frequentato per un paio d'anni la facoltà di giurisprudenza (presso l'Universidad Complutense di Madrid, asseconda la sua grande passione per il teatro iscrivendosi alla scuola d'arte drammatica di Madrid. I buoni riscontri di pubblico e critica arrivano abbastanza in fretta, grazie alla serie televisiva Turno de oficio, andata in onda sul secondo canale della TVE poco dopo la metà degli anni '80. In questo periodo Echanove registra le prime partecipazioni cinematografiche (Tiempo de Silencio di Vicente Aranda e Adiós pequeña di Imanol Uribe) e poco tempo dopo riceve il Premio Goya come miglior attore non protagonista nel film del 1987 Divinas Palabras. In Italia è noto per aver interpretato Mariano Cuéllar in Paso adelante. Nel 1995 partecipa al film Il fiore del mio segreto.

## Filmografia parziale

### Cinema
- Il fiore del mio segreto (La flor de mi secreto), regia di Pedro Almodóvar (1995)
- Il destino di un guerriero (Alatriste), regia di Agustín Díaz Yanes (2006)
- Manolete, regia di Menno Meyjes (2007)

### Televisione
- La mujer de tu vida – serie TV, episodi 1x04-2x01 (1990-1994)
- Paso adelante (Un paso adelante) – serie TV, 23 episodi (2004-2005)

## Doppiatori italiani
Nelle versioni in italiano delle opere in cui ha recitato, Juan Echanove è stato doppiato da:
- Alessandro Rossi in Paso adelante
- Ambrogio Colombo in Manolete
- Massimo Lodolo in La mujer de tu vida: La mujer infiel

## Premi e riconoscimenti

### Fotogrammi d'argento
- 1987: - Miglior attore televisivo per Turno de oficio
- 1988: - Nominato a miglior attore televisivo per Visperas
- 1990: - Nominato a miglior attore cinematografico per Bajarse al moro, Viento de colera e El vuelo de la paloma
- 1991: - Nominato a miglior attore televisivo per La mujer infiel
- 1992: - Miglior attore televisivo per Las chicas de hoy en día
- 1994: - Nominato a miglior attore cinematografico per Madregilda
- 1995: - Nominato a miglior attore televisivo per Hermanos de leche

### Premio Goya
- 1988: - Miglior attore non protagonista per Divine parole (Divinas palabras)
- 1990: - Nominato a miglior attore non protagonista per Il volo della colomba (El vuelo de la paloma)
- 1991: - Nominato a miglior attore non protagonista per Da sola con te (A solas contigo)
- 1994: - Nominato a miglior attore non protagonista per Il suo fratello dell'animo (Mi hermano del alma)
- 1994: - Miglior attore per Madregilda
- 2007: - Nominato a miglior attore non protagonista per Il destino di un guerriero (Alatriste)

### Festival internazionale del cinema di San Sebastián
- 1993: - Miglior attore per Madregilda